# Vesna Bajkuša
Vesna Bajkuša (ur. 21 maja 1970 w Sarajewie) – bośniacka koszykarka, występująca na pozycji rzucającej, reprezentantka Jugosławii oraz Bośni i Hercegowiny, olimpijka, multimedalistka międzynarodowych imprez sportowych, trenerka koszykarska, od 2017 dyrektorka żeńskiego klubu ŽKK Play-off Sarajewo.

## Osiągnięcia
Na podstawie, o ile nie zaznaczono inaczej.

### Drużynowe
- Mistrzyni:
  - Węgier (1999)
  - Bośni i Hercegowiny (1995)
- Finalistka Pucharu Węgier (1999)
- Uczestniczka Pucharu Ronchetti (1998–2002)

### Reprezentacja
Seniorek
- Mistrzyni igrzysk śródziemnomorskich (1993)
- Wicemistrzyni:
  - olimpijska (1988)[5]
  - świata (1990)
  - Europy (1991)
- Uczestniczka:
  - mistrzostw Europy (1989 – 4. miejsce, 1991, 1999 – 7. miejsce)
  - kwalifikacji do:
    - mistrzostw Europy (1995/1996, 1998)
    - igrzysk olimpijskich (1988)

Młodzieżowe
- Wicemistrzyni świata U–19 (1989)
- Brązowa medalistka mistrzostw Europy :
  - U–18 (1988)
  - U–16 (1987)

### Trenerskie
- Trenerka roku ligi bośniackiej (2010 według eurobasket.com)[6]